# Letov
A Letov (Továrna na letadla, magyarul: Repülőgépgyár) csehszlovák, majd cseh repülőgépgyár, amely Prága 18. kerületében, a Letňany városrészében található. 1918-ban alapították. 2000-ben megvásárolta a francia Groupe Latécoère, a cég neve 2014. január 1-jétől Latecoere Czech Republic s.r.o. Az 1940-es évek végéig számos saját konstrukciót fejlesztett ki Alois Šmolík főkonstruktőr vezetésével. Az 1950-es évektől szovjet vadászrepülőgépekhez, valamint hazai sugárhajtású gépekhez gyártott részegységeket. A repülőgépgyár napjainkban Airbus, Beoing és Embraer repülőgépekhez gyárt részegységeket.

## Története
A gyárat 1918-ban alapította a csehszlovák védelmi minisztérium mint repülőgép-javító üzem, melynek feladata az első világháborúból visszamaradt és a Csehszlovák Légierőben használt katonai repülőgépek javítása volt. 1922-ben alakult át repülőgépgyárrá és akkor kapta a Letov nevet is, amely a cseh Továrna na latadla (Repülőgépgyár) kifejezésből alkotott mozaikszó.
A gyár történetének kezdeti időszaka szorosan összefonódik Alois Šmolik repülőgép-tervező nevével, aki Csehszlovákia 1939-es német megszállásáig a gyár főtervezője volt. Šmolik 36 repülőgépet tervezett a Letovnál és ebből 18 típust sorozatban gyártottak is.
A második világháború után átnevezték Rudý Letov (magyarul: Vörös Letov) névre, és újra elkezdett repülőgépeket gyártani. A gyár első modelljei a Letovnál gyártott német repülőgépeken alapultak. A csak egy példányban megépített Letov L 290 Orel utasszállító a Ju 290-n alapult, melynek haditengerészeti járőr változatát a második világháború alatt a Letovnál gyártották. A  német He 219A–5 éjszakai vadászgép Csehszlovákiában (a Chebi repülőtéren működött üzemben) gyártott és fel nem használt alkatrészeiből a Letov a második világháború utáni években épített két gépet LB–79 típusjellel. Ezeket a gépeket sugárhajtóművel légi teszteléséhez használták. A háború alatt Csehszlovákiában is készített Ar 96 kiképző repülőgép gyártása C–2 típusjellel 1945 után néhány évig a Letov és az Avia repülőgépgyárakban tovább folyt.
A szovjet érdekszférába került csehszlovák repülőgépiparra az 1950-es évektől egyre erősebb hatással volt a szovjet repülőgépipar. A német típusokon alapuló gépek helyett a szovjet típusok, illetve ezek részegységeinek gyártása kezdődött el. Elsőként a MiG–15 licencgyártása kezdődött el Csehszlovákiában Aero S–102 jelzéssel. Ehhez a Letov a szárnyakat és a törzs hátsó részét gyártotta, a gépek összeszerelése az Aero Vodochodynál történt. Ettől az időszaktól a cég már nem gyártott saját konstrukciójú, teljes gépeket, csak részegységeket. Később az újabb típusokhoz, a MiG–19-hez és a MiG–21-hez is gyártott részegységeket a vállalat.
A cég 1997 májusában bemutatta a Letov L–11 sportrepülőgépet, de sorozatban nem gyártották, csak egy prototípusa készült el. Az 1990-es években a cég többféle más termék gyártásával is foglalkozott, így készített pótkocsikat vagy mobil árusító standokat is.
1997. október 23-án az Aero Vodochody átvette az akkor 227 alkalmazottat foglalkoztató vállalat többségét, és céget átnevezték Letov Letecká výroba a. s. névre. 2000. július 1-jétől a vállalat a francia Latécoère csoport része lett Letov Letecká výroba, groupe Latecoere s.r.o. néven. A cég repülőgép-alkatrészeket gyárt, többek között az Airbus, a Boeing és a Dassault számára. A vállalat neve 2014. január 1-jétől Latecoere Czech Republic s.r.o.-ra változott.

## Gyártmányai
- Letov L 290 Orel – utasszállító repülőgép (1946[1])
- Letov LF–107 Luňák – vitorlázó repülőgép (1949[2])
- Letov LG–125 Sohaj–2 – vitorlázó repülőgép[3]
- Letov Š–1(2) – felderítő repülőgép (1920)
- Letov Š–3 – vadászrepülőgép, 1922
- Letov Š–4 – vadászrepülőgép, 1922
- Letov Š–5 – felderítő repülőgép, 1923
- Letov Š–6 – könnyűbombázó, 1923
- Letov Š–7 – vadászrepülőgép, 1923
- Letov Š–8 – sportrepülőgép, 1923
- Letov Š–10 – kiképző és felderítő repülőgép, a Hansa-Brandenburg B.I licencváltozata, 1921
- Letov Š–12 – vadászrepülőgép, 1924
- Letov Š–13 – vadászrepülőgép, 1924
- Letov Š–14 – vadászrepülőgép, 1924
- Letov Š–16 – bombázó és felderítő repülőgép, 1926
- Letov Š–17 – átépített Š–16, később visszaalakították, 1929[4]
- Letov Š–18 – kiképző repülőgép, 1925
- Letov Š–19 – könnyű szállító repülőgép, 1925
- Letov Š–20 – vadászrepülőgép, 1925
- Letov Š–21 – kiképző repülőgép, 1925
- Letov Š–22 – vadászrepülőgép, 1926
- Letov Š–25 – kiképző repülőgép, 1930
- Letov Š–28 – felderítő repülőgép, 1929
- Letov Š–31 – vadászrepülőgép, 1929
- Letov Š–32 – utasszállító repülőgép, 1931
- Letov Š–33 – könnyűbombázó, 1930
- Letov Š–39 – sportrepülőgép (1932)
- Letov Š–231 – vadászrepülőgép (1933)
- Letov Š–239 – sportrepülőgép (1933)
- Letov Š–328 – bombázó és felderítő repülőgép, 1933
- Letov Š–50 – bombázó (1938)
- Letov XLA–54 – kiképző repülőgép (1950)
- Letov KT–04 – vontatott légicél
- Letov LK–2 Sluka – ultrakönnyű repülőgép (1991)
- Letov LK–3 Nova – ultrakönnyű repülőgép
- Letov ST–4 Azték – ultrakönnyű repülőgép
- Letov L–11 – könnyű többcélú repülőgép (1997)